# Postman (logiciel)
Pour l’article homonyme, voir Postman.
Postman est une application permettant de tester des API, créée en 2012 par Abhinav Asthana, Ankit Sobti et Abhijit Kane à Bangalore (Inde) pour répondre à une problématique de test d'API partageable. D'abord module complémentaire de Google Chrome, puis client lourd, et finalement client léger, elle est à présent utilisée par plus de 500 000 entreprises dans le monde et a son siège à San Francisco,.

## Fonctionnalités
Postman regroupe chaque test d'API dans une collection, permettant de mutualiser leurs URL et authentifications. De plus on trouve,, :
- Une version gratuite avec partage d'un espace de travail à trois utilisateurs maximum.
- Des variables pouvant changer selon l'environnement sélectionné.
- Une gestion de versions des tests et environnements.
- Des droits d'accès par rôles (utilisateur ou éditeur).
- Des tests de performance.
- Importation et exportation en JSON.
- Exportation des tests pour qu'ils soient exécutés depuis différents clients HTTP (cURL, PHP, Python, Java, Node.js...).
- Authentification par JSON Web Token (configuration OAuth2 possible).
- API REST, SOAP, GraphQL, et gRPC[9]
- Un client lourd.
- Un client léger permettant d'uploader des fichiers à envoyer aux API par l'application web.
- Une console de débogage qui garde en mémoire les requêtes et réponses des précédents appels lancés.
- Des scripts pouvant automatiser les tests en récupérant leurs résultats dans des variables.

## Concurrents notables
- Insomnia de Kong Inc. (en) depuis 2015[10].
- Hoppscotch depuis 2019[11].
- Bruno depuis 2022 avec une version open source.